# Ginga
La ginga è il passo base della capoeira, l'elemento unificante tra i colpi di attacco, le schivate difensive e gli elementi puramente acrobatici.
Viene effettuata tracciando un triangolo con le gambe e con le braccia, che si muovono sempre a difendere il volto.
La velocità della ginga, come quella del jogo, è determinata dal ritmo del berimbao.